# Кавјарзе
Кавјарзе или Кобза (рус. Кавярзе, Кобза; адиг. Хъуарзэ) мања је река на југу европског дела Руске Федерације. Протиче преко југозападних делова Краснодарске покрајине, односно јужним делом њеног Горјачкокључког градског округа.
Лева је притока реке Псекупс у коју се улива на њеном 88 km узводно од ушћа у Краснодарско језеро и део басена реке Кубањ и Азовског мора. Укупна дужина водотока је око 25 km, а површина сливног подручја 148 km². 